# Khandapada
Khandapada (o Khanatapada, Khantapara, Khandapadagarh) è una città dell'India di 8.754 abitanti, situata nel distretto di Nayagarh, nello stato federato dell'Orissa. In base al numero di abitanti la città rientra nella classe V (da 5.000 a 9.999 persone).

## Geografia fisica
La città è situata a 21° 23' 59 N e 86° 48' 24 E e ha un'altitudine di 6 m s.l.m..

## Società

### Evoluzione demografica
Al censimento del 2001 la popolazione di Khandapada assommava a 8.754 persone, delle quali 4.528 maschi e 4.226 femmine. I bambini di età inferiore o uguale ai sei anni assommavano a 1.033, dei quali 578 maschi e 455 femmine. Infine, coloro che erano in grado di saper almeno leggere e scrivere erano 6.537, dei quali 3.713 maschi e 2.824 femmine.